# ANC-Halfords
El equipo ANC-Halfords fue un equipo ciclista británico que compitió profesionalmente de 1984 a 1987. 

## Principales victorias

### Clásicas
- Milk Race: Joey McLoughlin (1986), Malcolm Elliott (1987)
- Kellogg's Tour: Joey McLoughlin (1987)

### Grandes Vueltas
- Tour de Francia
  - 1 participación (1987)
  - 0 victorias de etapa
  - 0 victorias finales
  - 0 clasificaciones secundarias

- Giro de Italia
  - 0 participaciones

- Vuelta a España
  - 0 participaciones